# Castillo Hikone
El Castillo Hikone (彦根城 Hikone-jō?) es un castillo japonés ubicado en la prefectura de Shiga, Japón, además de que es el sitio histórico más famoso de la ciudad.

## Historia
Este castillo encuentra su origen en el periodo Edo, construido en 1603 por Ie Naokatsu, hijo del daimyō Ii Naomasa. El castillo principal fue construido en 1575 y formaba parte del Castillo Ōtsu y fue traído a Hikone por el clan Ii. Fue terminado de construir en 1622 utilizando piedras del antiguo Castillo Sawayama. Las obras a cargo de los hijos de Ii Naomasa, de nombre Naotsugu y Naotaka, los primeros lords del clan Hikone, duraron veinte años. Desde el mismo se divisa el lago Biwa. El tamaño del castillo no es grande, tiene sólo 21 metros de altura.
Cuando comenzó la Era Meiji en 1868, muchos castillos fueron desmantelados, pero a petición del emperador en persona el castillo Hikone se mantuvo intacto.
A día de hoy, el castillo Hikone es uno de los castillos originales construidos en todo Japón y fue designado Tesoro Nacional de Japón en 1952.
El asteroide (6329) Hikonejyo fue nombrado en su honor.